# Narbéfontaine

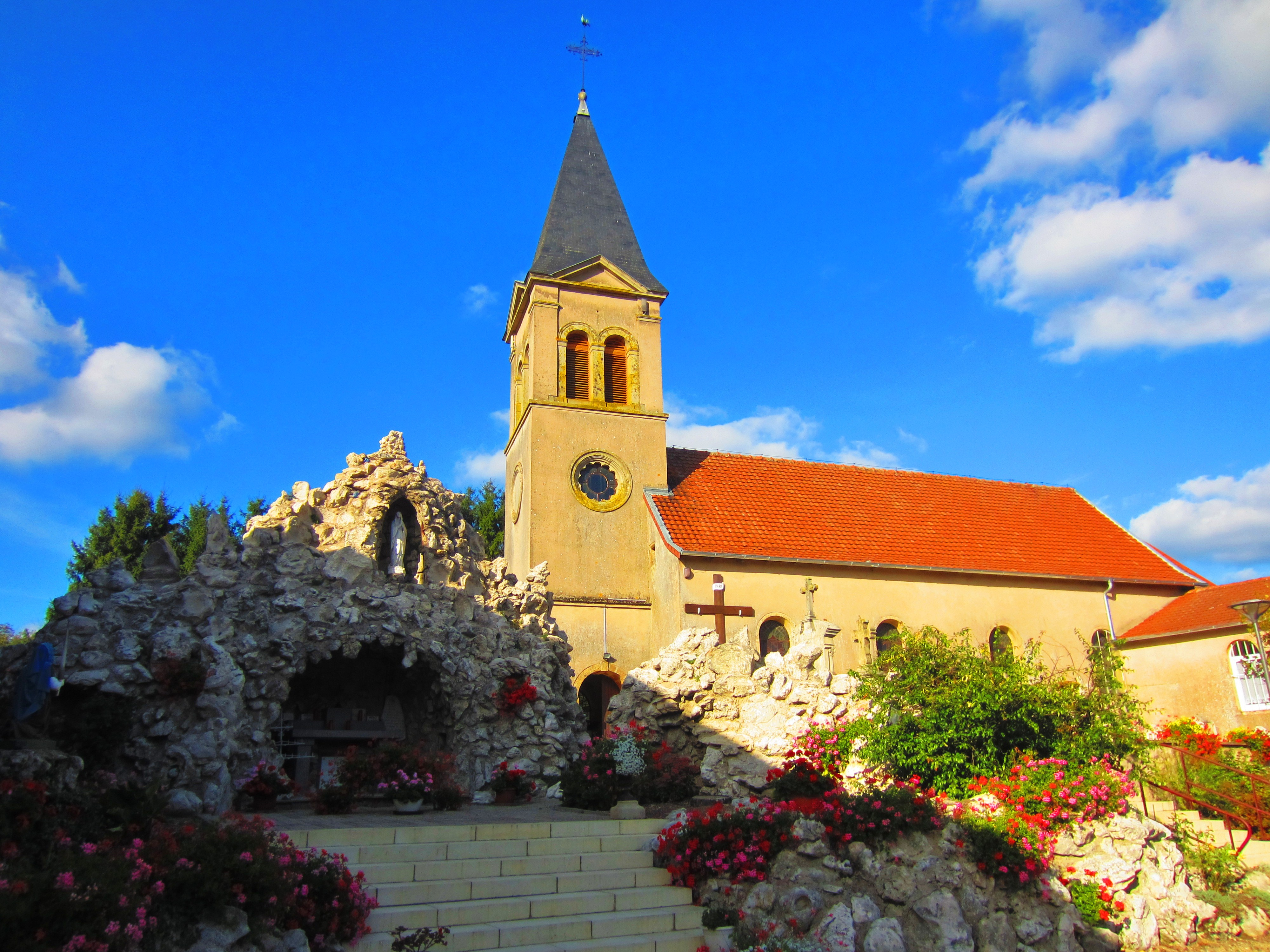
Kirche St. Georg

Narbéfontaine (deutsch Memersbronn oder Memersborn) ist eine französische Gemeinde mit 115 Einwohnern (Stand 1. Januar 2022) im Département Moselle in der Region Grand Est (bis 2015 Lothringen).

## Geographie
Die Gemeinde liegt im Norden Lothringens, 28 Kilometer östlich von Metz und sechs Kilometer südöstlich von Boulay-Moselle (Bolchen), zwischen Freyming-Merlebach (Freimengen-Merlenbach) und Metz an der Autoroute A4.

## Geschichte
Im Jahr 1181 wurde der Ort erstmals als Maulbertfontaine erwähnt, dann als Memmesborn (1606). Die Ortschaft gehörte früher zum Herzogtum Lothringen im Heiligen Römischen Reich. Der Ort lag an der alten Römerstraße von Metz nach Straßburg.
Durch den Frankfurter Frieden vom 10. Mai 1871 kam das Gebiet an das deutsche Reichsland Elsaß-Lothringen, und das Dorf wurde dem Kreis Bolchen im Bezirk Lothringen zugeordnet. Die Dorfbewohner betrieben Getreide- und Obstbau sowie Viehzucht.
Nach dem Ersten Weltkrieg musste die Region aufgrund der Bestimmungen des Versailler Vertrags 1919 an Frankreich abgetreten werden. Im Zweiten Weltkrieg war die Region von der deutschen Wehrmacht besetzt, und der Ort stand bis 1944 unter deutscher Verwaltung.

### Bevölkerungsentwicklung
| Jahr      | 1962 | 1968 | 1975 | 1982 | 1990 | 1999 | 2009 | 2019 |
| Einwohner | 97   | 106  | 97   | 102  | 117  | 118  | 136  | 116  |

## Wappen
Im Mittelalter unterstand der Ort der Komturei in Beckingen (heute im Saarland). Daran erinnert das Kreuz über dem Wellenbalken, der die Saar darstellt, im Gemeindewappen. Das goldene Dach symbolisiert die Römerstraße von Metz nach Mainz, die das Gebiet der Gemeinde Narbéfontaine im Norden begrenzte.

## Sehenswürdigkeiten
- Kirche St. Georg aus dem 19. Jahrhundert
- Überreste einer Römerstraße